# Världsmästerskapet i ishockey för damer 2001
Världsmästerskapet i ishockey för damer 2001 var det sjunde i ordningen och spelades den 2–8 april 2001 i Minneapolis i USA. Kanada blev åter världsmästarinnor efter en sjunde finalseger i rad mot USA, medan Ryssland vann brons och även sin första VM-medalj efter vinst i matchen om tredjepris mot Finland, som efter sex tidigare brons i rad missade sin första medalj. Kazakstan åkte ner i Division I, efter förlust mot Sverige i en direkt avgörande nedflyttningsmatch, och skulle ha ersatts av Schweiz i världsmästerskapet 2003, som besegrade Japan i finalen i Division I.

## Grupperna

### Grupp A
- Kanada
- Kazakstan
- Ryssland
- Sverige

Grupp A
| Datum        | Match                | Res.   | Perioder      |
| ------------ | -------------------- | ------ | ------------- |
| 2 april 2001 | Sverige - Ryssland   | 0 - 3  | 0-0, 0-2, 0-1 |
| 2 april 2001 | Kazakstan - Kanada   | 0 - 11 | 0-4, 0-4, 0-3 |
| 3 april 2001 | Sverige - Kazakstan  | 3 - 1  | 1-0, 1-1, 1-0 |
| 3 april 2001 | Kanada - Ryssland    | 5 - 1  | 2-0, 3-1, 0-0 |
| 5 april 2001 | Kanada - Sverige     | 13 - 0 | 4-0, 6-0, 3-0 |
| 5 april 2001 | Ryssland - Kazakstan | 8 - 2  | 3-0, 1-1, 4-1 |

| Grupp A   | SM | V | O | F | GM | IM | P |
| --------- | -- | - | - | - | -- | -- | - |
| Kanada    | 3  | 3 | 0 | 0 | 29 | 1  | 6 |
| Ryssland  | 3  | 2 | 0 | 1 | 12 | 7  | 4 |
| Sverige   | 3  | 1 | 0 | 2 | 3  | 17 | 2 |
| Kazakstan | 3  | 0 | 0 | 3 | 3  | 22 | 0 |

SM = Spelade matcher, V = Vinster, O = Oavgjorda, F = Förluster, GM = Gjorda mål, IM = Insläppta mål, P = Poäng

### Grupp B
- Finland
- Kina
- Tyskland
- USA

Grupp B
| Datum        | Match              | Res.   | Perioder      |
| ------------ | ------------------ | ------ | ------------- |
| 2 april 2001 | Finland - Kina     | 7 - 6  | 4-3, 1-1, 2-2 |
| 2 april 2001 | Tyskland - USA     | 0 - 13 | 0-5, 0-6, 0-2 |
| 3 april 2001 | Finland - Tyskland | 5 - 2  | 0-1, 3-1, 2-0 |
| 3 april 2001 | USA - Kina         | 13 - 0 | 6-0, 3-0, 4-0 |
| 5 april 2001 | Kina - Tyskland    | 0 - 0  | 0-0, 0-0, 0-0 |
| 5 april 2001 | USA - Finland      | 9 - 0  | 3-0, 5-0, 1-0 |

| Grupp B  | SM | V | O | F | GM | IM | P |
| -------- | -- | - | - | - | -- | -- | - |
| USA      | 3  | 3 | 0 | 0 | 35 | 0  | 6 |
| Finland  | 3  | 2 | 0 | 1 | 12 | 17 | 4 |
| Kina     | 3  | 0 | 1 | 2 | 6  | 20 | 1 |
| Tyskland | 3  | 0 | 1 | 2 | 2  | 18 | 1 |

SM = Spelade matcher, V = Vinster, O = Oavgjorda, F = Förluster, GM = Gjorda mål, IM = Insläppta mål, P = Poäng

## Slutspel
| Datum                     | Match              | Res. | Periodres.    |
| ------------------------- | ------------------ | ---- | ------------- |
| Semifinal                 |                    |      |               |
| 7 april 2001              | Kanada - Finland   | 8-0  | 2-0, 2-0, 4-0 |
| 7 april 2001              | USA - Ryssland     | 6-1  | 2-1, 3-0, 1-0 |
| Match om tredjepris plats |                    |      |               |
| 8 april 2001              | Finland - Ryssland | 1-2  | 0-1, 1-1, 0-0 |
| Final                     |                    |      |               |
| 8 april 2001              | USA - Kanada       | 2-3  | 1-1, 0-1, 1-1 |

## Placeringsmatcher
| Datum              | Match               | Res. | Periodres.    |
| ------------------ | ------------------- | ---- | ------------- |
| 5:e-8:e plats      |                     |      |               |
| 6 april 2001       | Kina - Kazakstan    | 4-1  | 2-0, 1-1, 1-0 |
| 6 april 2001       | Sverige - Tyskland  | 2-6  | 1-2, 1-1, 0-3 |
| 5:e-6:e plats      |                     |      |               |
| 8 april 2001       | Kina - Tyskland     | 0-1  | 0-1, 0-0, 0-0 |
| Nedflyttningsmatch |                     |      |               |
| 8 april 2001       | Kazakstan - Sverige | 1-3  | 0-1, 0-1, 1-1 |

## VM-ranking
| VM 2001 | VM 2001   |
| ------- | --------- |
| Guld    | Kanada    |
| Silver  | USA       |
| Brons   | Ryssland  |
| 4.      | Finland   |
| 5.      | Tyskland  |
| 6.      | Kina      |
| 7.      | Sverige   |
| 8.      | Kazakstan |